# Piet van Genk
Petrus Johannes (Piet) van Genk (Bergen op Zoom, 22 maart 1844 – Leur, 23 juni 1919) was een Nederlands architect, vooral bekend door zijn katholieke kerken in het Bisdom Breda.
Van Genk, zoon van een meubelmaker te Bergen op Zoom, studeerde van 1864 tot 1872 architectuur in Antwerpen, net als zijn oudere broer C.P. van Genk. Na zijn studie gaf hij leiding aan de bouw van de, door de Belg Bruggenaar ontworpen, Sint-Lambertuskerk in Etten. In 1875 vestigde hij zich als architect te Leur. Binnen enkele jaren verdrong hij P. Soffers als hofarchitect van het Bisdom Breda. Tot het begin  van de 20e eeuw bouwde hij in dit bisdom circa 20 kerken, een aantal kloosters, kapellen en scholen. Buiten het bisdom had hij echter weinig opdrachten.
Van Genk’s bouwstijl is een voor Nederland uitzonderlijke variant van de neogotiek, die wordt gekenmerkt door een prominent gebruik van natuurstenen ornamenten.

## Lijst van bouwwerken
| Bouw      | Naam                                                  | Plaats         | Bijzonderheden                                                            | Afbeelding |
| --------- | ----------------------------------------------------- | -------------- | ------------------------------------------------------------------------- | ---------- |
| 1876      | Laurentiuskerk                                        | Dongen         | Vergroting en nieuwe toren bij kerk uit 1828. Door brand verwoest in 1917 |            |
| 1878      | Lambertuskerk                                         | Etten-Leur     |                                                                           |            |
| 1878      | Corneliuskerk                                         | Den Hout       |                                                                           |            |
| 1881      | Kapel Burger Gasthuis                                 | Bergen op Zoom | Gesloopt in 1931                                                          |            |
| 1883      | Jozefkerk                                             | Woensdrecht    | Vergroting kerk uit 16e eeuw. Tijdens oorlogshandelingen verwoest in 1944 |            |
| 1884      | Petruskerk                                            | Schoondijke    | Tijdens oorlogshandelingen verwoest in 1944                               |            |
| 1885      | Barbarakerk                                           | Culemborg      |                                                                           |            |
| 1885      | Maria-Hemelvaartkerk                                  | De Heen        |                                                                           |            |
| 1886      | Maria-Hemelvaartkerk                                  | Zuiddorpe      |                                                                           |            |
| 1887      | Onze-Lieve-Vrouw Visitatiekerk                        | Westdorpe      | Tijdens oorlogshandelingen verwoest in 1940                               |            |
| 1889      | Petruskerk                                            | Etten-Leur     |                                                                           |            |
| 1890      | Johannes de Doperkerk                                 | Klundert       |                                                                           |            |
| 1892      | Catharinakerk                                         | Hengstdijk     |                                                                           |            |
| 1894      | Annakerk                                              | Yerseke        | Buiten gebruik in 2003; Daarna verbouwd tot Bed & Breakfast               |            |
| 1894-1895 | Catharinakapel                                        | Bergen op Zoom |                                                                           |            |
| 1895      | Antonius Abtkerk                                      | Riel           |                                                                           |            |
| 1897      | Gertrudiskerk                                         | Ossendrecht    |                                                                           |            |
| 1897      | Kapel klooster Zusters Franciscanessen van Roosendaal | Sas van Gent   |                                                                           |            |
| 1900      | Heilig-Hartkerk                                       | Breda          |                                                                           |            |
| 1900      | Elisabethkapel                                        | Breda          |                                                                           |            |
| 1900-1901 | Klooster Zusters Franciscanessen                      | Breda          |                                                                           |            |
| 1902      | Bonifatiuskerk                                        | Kwadendamme    |                                                                           |            |
| 1903      | Gummaruskerk                                          | Wagenberg      |                                                                           |            |
| 1907      | Kapel verzorgingshuis Sint-Elisabeth                  | Zundert        | Gesloopt in 2003                                                          |            |
| 1908      | Grote Kapel klooster Het Withof                       | Etten-Leur     |                                                                           |            |
| 1909      | Kapel Luciagesticht                                   | Breda          | Tijdens oorlogshandelingen verwoest in 1944                               |            |